# MK2
Pour les articles homonymes, voir MK2 (homonymie).
MK2 est un groupe de production, de distribution et ventes internationales de films, et d’exploitation de salles de cinémas, fondée en 1974 par Marin Karmitz, aujourd’hui dirigée par ses fils Nathanaël Karmitz et Elisha Karmitz.
MK2 Films distribue un catalogue de huit cents films, parmi lesquels des œuvres produites, coproduites ou distribuées de réalisateurs tels que Charlie Chaplin, Claude Chabrol, François Truffaut, Krzysztof Kieslowski, Abbas Kiarostami, ou encore Xavier Dolan.
MK2 Cinémas exploite un réseau de cinémas présent à Paris depuis 1974, avec treize cinémas et soixante-seize écrans et dans le Sud de l’Espagne depuis 2014, après le rachat du réseau Cinesur et du Palacio de Hielo (dix cinémas et cent vingt-huit écrans).
MK2+ est la régie du groupe MK2, une agence de communication et d’événementiel. Elle propose des expériences et évènements pour des marques, des agences, des musées, des clubs sportifs, des promoteurs immobiliers ou bien encore des institutions.

## MK2 Films

### Histoire
Marin Karmitz crée sa propre maison de production MK2 en 1969, d'abord exclusivement consacrée aux courts métrages (notamment ses réalisations dont Camarades en 1969). Ses productions rencontrant des problèmes de diffusion, il décide de devenir lui-même exploitant.
La première salle ouvre en 1974 : c'est le 14 juillet Bastille près de la place de la Bastille. Cette enseigne initiale sert de marque pour les salles dont les ouvertures suivent : le 14 juillet Parnasse, le 14 juillet Odéon, le 14 juillet Nation et le 14 juillet Beaugrenelle.
MK2 a contribué à former de grands professionnels du métier, comme Jean Labadie qui partira fonder BAC Films au milieu des années 1980, Michel Saint-Jean (parti créer Diaphana) ou encore Laurent Carignon qui fut de longues années directeur de salles de MK2 puis programmateur de tout le réseau de salles[réf. souhaitée] 14 juillet.
MK2 ensuite implante peu à peu des cinémas dans des quartiers défavorisés de la capitale, notamment sur le plan culturel : il y programme des films d'auteurs, des films en version originale, des événements et débats autour des films, crée des librairies juxtaposées aux salles de cinéma. Au sud du bassin de la Villette, avec les deux cinémas jumeaux, le MK2 Quai de Seine (1996) et MK2 Quai de Loire (octobre 2005) : ils ont pris place dans deux anciens entrepôts (construits à partir de poteaux et charpentes métalliques d’Eiffel pour l’Exposition universelle de 1878), de part et d'autre du bassin et sont reliés par une navette.
D'abord spécialisé dans l'exploitation cinématographique, MK2 s'est diversifié dans les années 1980 dans la distribution et dans la production de films, puis dans la production de documentaires pour la télévision[réf. souhaitée].
En 1998, Marin Karmitz opère une unification de l'identité des activités de son groupe et, le 29 avril, change l'appellation des salles de 14 juillet en MK2.
En octobre 2005, Marin Karmitz, cède sa place de directeur général du groupe à son fils Nathanaël Karmitz. Depuis 2014, Nathanaël et Elisha Karmitz codirigent MK2.
À la suite d'un conflit d'intérêts au sein de l'alliance passée entre le réseau MK2 et le groupe Europalaces (en particulier, le succès de Pathé à l'appel d'offre pour remplacer le MK2 Beaugrenelle), la direction des cinémas MK2 rompt l'accord commercial selon lequel les détenteurs de la carte Le Pass peuvent accéder à tous ses cinémas. Ainsi, depuis le 5 septembre 2007, les salles MK2 sont accessibles aux abonnés de la carte UGC Illimité tandis que la carte Le Pass n'est plus acceptée dans les salles MK2 depuis le 1er novembre 2007.
En décembre 2016, MK2 annonce la création à Paris du premier lieu entièrement consacré à la réalité virtuelle, le MK2 VR. Cette nouvelle activité est complétée par la suite par l'annonce du lancement de MK2 dans la distribution internationale de contenus en réalité virtuelle, au sein de la société MK2 films.
En décembre 2017, le groupe MK2 a annoncé son intention d'ouvrir un cinéma dans l'eurométropole de Strasbourg, à Schiltigheim.
En avril 2020, pendant la période de confinement que traverse la France du fait de la pandémie de Covid19, MK2 annonce un accord avec Netflix portant sur la mise à disposition sur la plateforme de films de répertoire de François Truffaut, David Lynch, Alain Resnais, Charlie Chaplin, Jacques Demy, Xavier Dolan ou Krysztof Kieslowski.

### Production
Parmi les films produits par MK Production, il y a : Opéra de Malandro de Ruy Guerra, Au revoir les enfants de Louis Malle, Yol de Yilmaz Güney, Une affaire de femmes et la Cérémonie de Claude Chabrol, I Want to Go Home d'Alain Resnais, Trois Couleurs : Bleu, Trois Couleurs : Blanc et Trois Couleurs : Rouge de Krzysztof Kieślowski, Chocolat de Claire Denis, Mysterious Skin de Gregg Araki, Carmin profond d'Arturo Ripstein, Gabbeh de Mohsen Makhmalbaf, Last Days de Gus Van Sant, Baxter de Jérôme Boivin, L'Heure d'été d'Olivier Assayas, Laurence Anyways de Xavier Dolan.

### Palmarès des films produits ou coproduits par MK2

#### Festival de Cannes
Palmes d'or
- 1977 : Padre Padrone, de Paolo et Vittorio Taviani
- 2003 : Elephant, de Gus Van Sant

Grand Prix
- 1982 : La nuit de San Lorenzo, de Paolo et Vittorio Taviani
- 2001 : La Pianiste, de Michael Haneke
- 2016 : Juste la Fin du Monde, de Xavier Dolan

Prix de la mise en scène
- 1990 : Taxi Blues, de Pavel Lounguine
- 2003 : Elephant, de Gus Van Sant

Prix du meilleur scénario
- 1982 : Travail au noir, de Jerzy Skolimowski

Prix d'interprétation
- 1980 : Le saut dans le vide, de Marco Bellocchio : prix d’interprétation féminine (Anouk Aimée) et prix d’interprétation masculine (Michel Piccoli)
- 2001 : La Pianiste, de Michael Haneke : prix d’interprétation masculine (Benoît Magimel) et prix d’interprétation féminine (Isabelle Huppert)
- 2010 : Copie Conforme, d'Abbas Kiarostami : prix d’interprétation féminine (Juliette Binoche)
- 2012 : Laurence Anyways, de Xavier Dolan : prix d'interprétation féminine à Un certain regard (Suzanne Clément)

Caméra d'or
- 1982 : Mourir à trente ans, de Romain Goupil

Prix du 60e Festival de Cannes
- 2007 : Paranoid Park, de Gus Van Sant

Prix de la critique internationale FIPRESCI
- 1977 : Padre Padrone, de Paolo et Vittorio Taviani
- 2002 : L'Oiseau d'argile, de Tareque Masud

Grand Prix de la Commission technique
- 1993 : Mazeppa, de Bartabas

Prix du jury œcuménique
- 2017 : Vers la lumière, de Naomi Kawase

#### Mostra de Venise
Lion d'or
- 1987 : Au revoir les enfants, de Louis Malle
- 1993 : Trois couleurs : Bleu, de Krzysztof Kieslowski

Grand Prix du Jury
- 1998 : Terminus paradis, de Lucian Pintilie
- 1999 : Le vent nous emportera, d'Abbas Kiarostami

Prix du meilleur scénario
- 1988 : I want to go home, d'Alain Resnais
- 1995 : Carmin profond, d'Arturo Ripstein

Prix d'interprétation
- 1988 : Une affaire de femmes, de Claude Chabrol : prix d’interprétation féminine : Isabelle Huppert
- 1993 : Trois couleurs : Bleu, de Krzysztof Kieslowski : prix d’interprétation féminine : Juliette Binoche
- 1995 : La cérémonie, de Claude Chabrol : prix d’interprétation féminine Isabelle Huppert et Sandrine Bonnaire

Prix de la photographie
- 1993 : Trois couleurs : Bleu, de Krzysztof Kieslowski

Médaille d'or de la Présidence du Sénat
- 1998 : Le Silence, de Mohsen Makhmalbaf

Prix d'or du Parlement Italien
- 1994 : Les Aventures du soldat Ivan Tchonkine, de Jiri Menzel

#### Berlinale
Ours d'Argent du Meilleur réalisateur
- 1994 : Trois couleurs : Blanc

Prix du Panorama
- 1986 : La Tentation d'Isabelle, de Jacques Doillon

#### César du cinéma
Meilleur film
- 1987 : Au revoir les enfants, de Louis Malle

Meilleur réalisateur
- 1987 : Au revoir les enfants, de Louis Malle

Meilleur scénario original
- 1987 : Au revoir les enfants, de Louis Malle
- 1989 : La vie est un long fleuve tranquille, d'Étienne Chatiliez

Meilleure première œuvre
- 1982 : Mourir à trente ans, de Romain Goupil
- 1989 : La vie est un long fleuve tranquille, d'Étienne Chatiliez

Meilleure actrice
- 1987 : Mélo, d'Alain Resnais : Sabine Azéma
- 1993 : Trois couleurs : Bleu, de Krzysztof Kieslowski : Juliette Binoche
- 1995 : La Cérémonie, de Claude Chabrol : Isabelle Huppert

Meilleure actrice dans un second rôle
- 1981 : Sauve qui peut (la vie), de Jean-Luc Godard : Nathalie Baye
- 1989 : La vie est un long fleuve tranquille, d'Étienne Chatiliez : Hélène Vincent
- 2001 : La Pianiste, de Michael Haneke : Annie Girardot

Meilleur acteur dans un second rôle
- 1987 : Mélo, d'Alain Resnais : Pierre Arditi

Meilleur espoir féminin
- 1989 : La vie est un long fleuve tranquille, d'Étienne Chatiliez : Catherine Jacob

Meilleure photo
- 1987 : Au revoir les enfants, de Louis Malle

Meilleur montage
- 1987 : Au revoir les enfants, de Louis Malle
- 1993 : Trois couleurs : Bleu, de Krzysztof Kieslowski

Meilleure musique
- 1994 : Trois couleurs : Rouge, de Krzysztof Kieslowski

Meilleur son
- 1987 : Au revoir les enfants, de Louis Malle
- 1993 : Trois couleurs : Bleu, de Krzysztof Kieslowski

Meilleurs décors
- 1987 : Au revoir les enfants, de Louis Malle

### Distribution et ventes internationales
MK2 Films, créé en 1974, assure la commercialisation en France du catalogue MK2, qui compte plus de 500 films de 30 nationalités différentes. Le groupe se spécialise dans des films d'auteur ou de type « art et essai », et la découverte de cinématographies ou d'auteurs étrangers.
MK2 Films distribue en salles les films produits ou acquis par le groupe, avec une moyenne de huit à douze films par an[réf. souhaitée].

### 2007
- Paranoid Park de Gus Van Sant
- A casa nostra de Francesca Comencini
- 24 mesures de Jalil Lespert
- Made in Jamaica de Jérôme Laperrousaz

### 2008
- Be Happy de Mike Leigh
- Fly me to the Moon de Ben Stassen
- L'Heure d'été d’Olivier Assayas
- Hunger de Steve McQueen
- Rumba de Dominique Abel, Fiona Gordon et Bruno Romy

### 2009
- La Véritable Histoire du chat botté de Jérôme Deschamps, Macha Makeïeff et Pascal Hérold
- Fish Tank de Andrea Arnold
- L'Enfer d'Henri-Georges Clouzot de Serge Bromberg et Ruxandra Médréa
- La Merditude des choses de Felix Van Groeningen

### 2010
- Copie conforme de Abbas Kiarostami
- When You're Strange de Tom DiCillo
- Carlos de Olivier Assayas
- Les Amours imaginaires de Xavier Dolan
- Vénus noire de Abdellatif Kechiche

### 2011
- Beginners de Mike Mills
- La fée de Abel et Gordon et Bruno Romy
- Metropolis de Fritz Lang
- Shame de Steve McQueen

Le groupe distribue dans le monde entier les films de réalisateurs français aussi célèbres que Jean-Luc Godard, Alain Resnais, Jacques Doillon, Olivier Assayas, Abdellatif Kechiche, ainsi que de réalisateurs étrangers reconnus comme Krzysztof Kieslowski, Abbas Kiarostami, Gus Van Sant, Michael Haneke, Walter Salles et dispose d’un catalogue de plus de 500 titres internationaux, vendus aux distributeurs et chaînes de télévisions du monde entier, et qui compte les films de Chaplin, Truffaut, Chabrol…

## MK2 Cinémas

### Exploitation en France

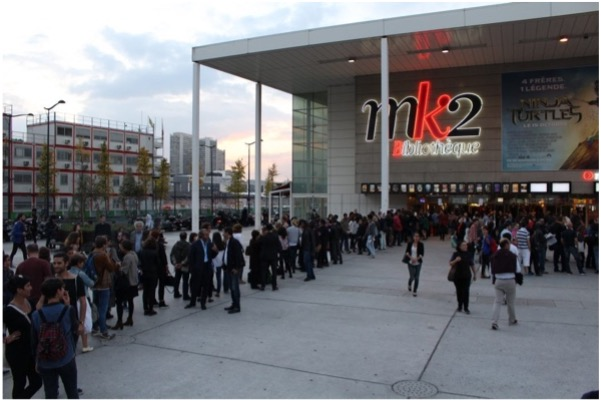
MK2 Bibliothèque

MK2 est le troisième réseau à Paris, avec treize complexes cinématographiques proposant soixante-seize écrans et, depuis 2009, le premier réseau à Paris à signer l'équipement de l'ensemble de ses salles en cinéma numérique. Le circuit accueille environ cinq millions de spectateurs par an. Ces implantations disposent également, à l'enseigne du groupe, de trois restaurants, quatre cafés et deux librairies.
En 2018, MK2 inaugure le MK2 Store au rez-de-chaussée du cinéma MK2 Bibliothèque, 3e cinéma de Paris. Ce concept store de 700 m2 se répartit sur un espace boutique lifestyle, une librairie, un café-restaurant Bob’s Café et un rayon consacré à la technologie. Pour cette occasion, le designer Martin Szekely crée pour MK2 Le Love Seat, un fauteuil pensé pour deux personnes et qui devient rapidement une signature de MK2.
| Cinéma                                            | Localisation | Nombre de salles | Nombre de fauteuils |
| ------------------------------------------------- | ------------ | ---------------- | ------------------- |
| MK2 Odéon (St Germain/St Michel)                  | Paris 6e     | 5 + 4            | 678 + 510           |
| MK2 Quai de Loire / Quai de Seine                 | Paris 19e    | 6 + 6            | 1 092 + 992         |
| MK2 Parnasse                                      | Paris 6e     | 3                | 250                 |
| MK2 Nation                                        | Paris 12e    | 6                | 531                 |
| MK2 Grand Palais                                  | Paris 8e     | 1                | 104                 |
| MK2 Gambetta                                      | Paris 20e    | 6                | 1 144               |
| MK2 Bibliothèque                                  | Paris 13e    | 20               | 3 456               |
| MK2 Beaubourg                                     | Paris 3e     | 6                | 556                 |
| MK2 Bastille (Beaumarchais / Faubourg St Antoine) | Paris 11e    | 4 + 3            | 468 + 419           |

### Exploitation en Espagne
MK2 rachète le réseau de salles Cine/Sur,,1er exploitant en Andalousie, qui compte 9 cinémas et 110 écrans. MK2 poursuit son expansion en Espagne avec l’acquisition du Palacio de Hielo, le plus important cinéma de Madrid, en 2017. En association avec l'Institut Français de Madrid, mk2 ouvre le mk2 Institut Français Madrid, une salle pouvant accueillir 250 personnes. La même année, MK2 conçoit et produit Cibeles de Cine, le grand cinéma d’été éphémère du Palacio de Cibeles à Madrid. Il accueille 33 000 spectateurs, ce qui en fait l’événement de cinéma le plus populaire de Madrid. Le Cine Paz, ouvert en 1943 et qui comporte 5 salles de cinéma et 998 fauteuils, rejoint le réseau mk2 en 2021. MK2 est ainsi le troisième exploitant en Espagne avec 12 cinémas, dont 3 à Madrid, 128 écrans et 5 millions de spectateurs par an (2021).

### MK2 Institut

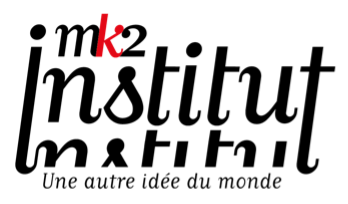
MK2 Institut

En 2020, MK2 fonde MK2 Institut, qui organise des cycles de conférences où des artistes, auteurs ou chercheurs invitent au débat.

## MK2+

### MK2 VR

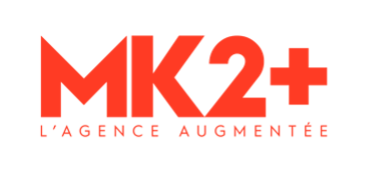
MK2 +

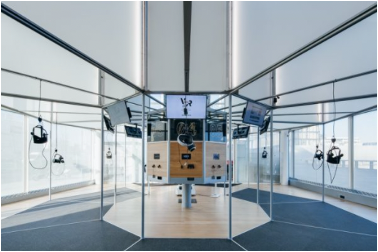
MK2 VR

En 2016, MK2 crée MK2 VR, un lieu de divertissement consacré aux technologies immersives et à la réalité virtuelle. Installé dans la pointe du cinéma MK2 Bibliothèque, il propose des fictions, documentaires, jeux vidéo, simulations et avant-premières. Un an après, MK2 lance le MK2 VR Pod, une solution d’installation d’espaces de réalité virtuelle livrée clé-en-main pour les professionnels. En 2019, MK2+ s’associe au Paris Saint-Germain et développe PSG Experience. Cette expérience est composée de trois volets qui utilisent la réalité virtuelle : l’Arcade VR, le Stadium Tour, une visite interactive du Parc des Princes et l’History Room, musée immersif qui retrace l’histoire du club.

### Trois Couleurs
Le groupe édite aussi Trois couleurs magazine qui est disponible gratuitement dans toutes les salles du groupe et dans 250 lieux de culture et de consommation à Paris.

### MK2 Curiosity

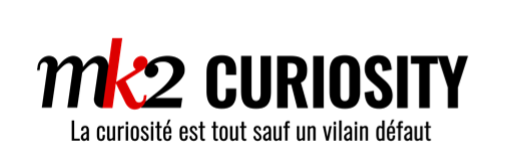
MK2 Curiosity

MK2 lance en 2020 MK2 Curiosity, une plateforme de vidéo à la demande qui offre aux spectateurs une sélection d'œuvres, disponibles gratuitement, pendant 7 jours : des longs métrages, des courts, du documentaire, des films pour enfants, des bonus ou encore des entretiens. MK2 Curiosity propose également de louer les films, articles, vidéos ou podcasts des épisodes passés.

## Paradiso

### Festivals Cinéma Paradiso

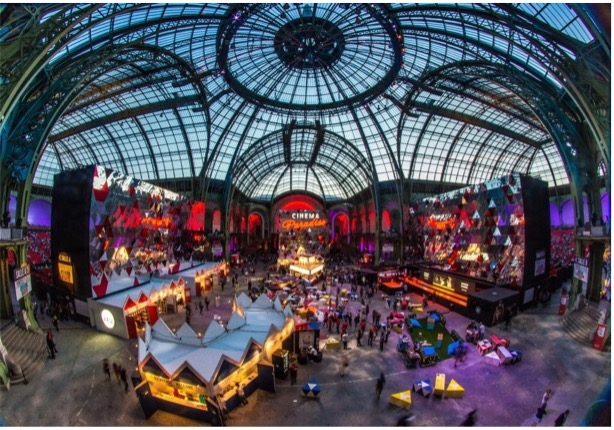
Festivals Cinéma Paradiso

Créée par MK2 au début des années 2010, la marque Paradiso tend à diversifier les expériences cinématographiques proposées aux spectateurs. C’est de cette façon qu’MK2 lance la Première édition du festival Cinéma Paradiso sous la nef du Grand Palais en 2013. Baptisée « Cinéma Paradiso » en référence au film du même nom, la salle de cinéma éphémère réunit quatre-vingt mille personnes en alliant cinéma, concerts, fooding et clubbing. Une seconde édition de l’évènement est organisée en 2015. Durant onze jours, Cinema Paradiso accueille cette fois-ci 80 000 personnes. Le festival propose deux salles de cinéma avec la projection de 22 films, des babyfoots, des cours de danse, des pistes de bowling et un restaurant gastronomique éphémère.
En 2019, MK2 réorganise un événement Cinéma Paradiso, cette fois-ci dans la cour Carrée du Louvre, à l’occasion des 30 ans de la Pyramide du Louvre. Ces huit soirées gratuites proposent des séances de cinéma en plein air avec 2 800 places face à un écran de 24 mètres de long.
En 2021, une quatrième édition de l’évènement a lieu devant le musée du Louvre. Pour l’occasion, un décor inspiré du film Cinéma Paradiso de Giuseppe Tornatore est installé dans la cour Carrée et les quatre soirées gratuites sont consacrées au cinéma et à la musique avec des concerts avant chaque projection.

### Hotel Paradiso

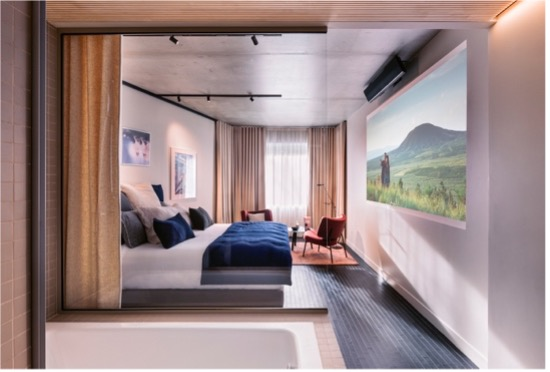
Hotel Paradiso

MK2 crée en 2021 l’Hotel Paradiso, un cinéma-hôtel. Situé au-dessus du cinéma MK2 Nation rénové, l’Hotel Paradiso se compose de 34 chambres et 2 suites cinéma, d’un café avec terrasse, d’une salle de karaoké, et d’un rooftop avec bar et cinéma en plein air. Une loge, surplombant la salle de cinéma du MK2 Nation, permet de jouer aux jeux vidéo ou bien de programmer le film de son choix sur l’écran de cinéma, une fois la dernière séance terminée. Toutes les chambres et les suites sont équipées d’un vidéoprojecteur laser et d’un écran de 3 mètres de large. Les suites permettent de visionner les films à l’affiche. L’Hotel Paradiso propose une programmation hebdomadaire de films et de séries, éditorialisée par les équipes de MK2 et du magazine Trois Couleurs, parmi les plateformes de contenus disponibles en chambre.